# 추락하는 것은 날개가 있다
"추락하는 것은 날개가 있다"는 1990년에 개봉한 대한민국의 멜로 영화이다.

## 캐스팅
- 강수연 : 윤주 역
- 손창민 : 형빈 역
- 최민식 : 태식 역
- 이효정 : 태원 역
- 안혜리 : 영자 역
- 문미봉 : 어머니 역
- 이종만 : 지 사장 역
- 김정림 : 은영 역
- 김주언 : 경식 역
- 김지영 : 주인여자 역
- 박예숙 : 술집여자 역
- 이혜영 : 여학생 역
- 이낙훈 : 아버지 역 (특별출연)

## 수상
- 1990년 제28회 대종상
  - 최우수작품상
  - 감독상 - 장길수
  - 기획상 - 이지룡
  - 여우주연상 - 강수연
  - 녹음상 - 김범수
  - 음악상 - 신병하
  - 촬영상 - 이석기
- 1990년 제26회 백상예술대상
  - 영화부문 인기상 - 강수연, 손창민
- 1990년 제11회 청룡영화상
  - 각본상 - 윤대성 외